# Sevrai
Sevrai – miejscowość i gmina we Francji, w regionie Normandia, w departamencie Orne.
Według danych na rok 1990 gminę zamieszkiwały 194 osoby, a gęstość zaludnienia wynosiła 24 osoby/km² (wśród 1815 gmin Dolnej Normandii Sevrai plasuje się na 692. miejscu pod względem liczby ludności, natomiast pod względem powierzchni na miejscu 643.).